# فلاديمير بروخوروفيتش أماليسكي
فلاديمير بروخوروفيتش أماليسكي (1860-1917) عالم أحياء قديمة روسي وأستاذ في جامعة وارسو شارك في استكشاف فقاريات أحفورية وحيوانات تعود إلى أواخر العصر البرمي في نهر دفينا الشمالي وفي أوبلاست أرخانغلسك شمال وروسيا.

## السيرة الذاتية
قدم فلاديمير عدداً من الدراسات الأحفورية عن البرمائيات والزواحف شمال روسيا.
توفي في 28 ديسمبر 1917 في كيسلوفودسك في روسيا.